# Ermita (estación)
Ermita es una de las estaciones que forman parte del Metro de la Ciudad de México, es la correspondencia de la Línea 2 y la Línea 12. Se ubica al sur de la Ciudad de México, en la alcaldía Benito Juárez.

## Información general
Debe su nombre a la antigua Ermita de San Antonio o Capilla de las Ánimas o Capilla de Zacahuitzco, la cual se encontraba en las inmediaciones de la actual estación y fue demolida para construir una ampliación de la Calzada de Tlalpan en los años 40 del siglo XX. 
El área que ocupa la estación, el cruce de las actuales calzadas de Tlalpan y Ermita-Iztapalapa, es una zona que en la época de los mexicas constituía el punto de viraje hacia el oriente de la calzada de Ixtapalapan (hoy Iztapalapa), una vialidad hecha en 1432 de piedra, arcilla y madera sobre las aguas del Lago de Texcoco y que era parte de la infraestructura hidráulica de la capital mexica, al fungir como dique e incluir un acueducto para agua dulce. Una ampliación posterior de la calzada conectaría la misma hacia Huitzilopochco (hoy Churubusco) y Coyoacán (hoy Coyoacán).

### Incidencias
La estación en la Línea 12 permaneció cerrada desde el 4 de mayo de 2021 hasta el 15 de enero de 2023 por seguridad, debido a un desplome que ocurrió en la interestación Tezonco-Olivos con dirección a Tláhuac y que dejara un saldo de 27 fallecidos y 80 heridos.

## Afluencia
En 2014, Ermita se convirtió en la tercera estación con menos afluencia en la red, al presentar sólo 6.295 pasajeros en promedio en día laborable, contabilizados en la Línea 12.
La siguiente tabla presenta la afluencia de la estación en el año 2014, organizados en días laborales, fines de semana y días festivos.
| Tipo de día   | Afluencia promedio Línea 2 | Afluencia promedio Línea 12 |
| ------------- | -------------------------- | --------------------------- |
| Día laboral   | 16.361                     | 8.782                       |
| Fin de semana | 10.405                     | 3.392                       |
| Día festivo   | 7.298                      | 5.646                       |
| Anual         | 14.441                     | 17.820                      |

Las siguientes tablas muestran la afluencia de la estación (por línea) en los últimos 10 años:
| Afluencia Anual de Pasajeros (Línea 2) | Afluencia Anual de Pasajeros (Línea 2) | Afluencia Anual de Pasajeros (Línea 2) | Afluencia Anual de Pasajeros (Línea 2) | Afluencia Anual de Pasajeros (Línea 2) | Afluencia Anual de Pasajeros (Línea 2) |
| -------------------------------------- | -------------------------------------- | -------------------------------------- | -------------------------------------- | -------------------------------------- | -------------------------------------- |
| Año                                    | Afluencia                              | A Diario                               | Ranking                                | Incremento                             | Ref.                                   |
| 2024                                   | -                                      | -                                      | -                                      | -                                      |                                        |
| 2023                                   | 5,082,384                              | 13,924                                 | 90°/187                                | -4.02%                                 | [ 5 ]                                  |
| 2022                                   | 5,295,033                              | 14,506                                 | 82°/195                                | +57.42%                                | [ 6 ]                                  |
| 2021                                   | 3,363,619                              | 9,215                                  | 94°/195                                | +5.11%                                 | [ 7 ]                                  |
| 2020                                   | 3,200,082                              | 8,743                                  | 111°/195                               | -46.33%                                | [ 8 ]                                  |
| 2019                                   | 5,962,152                              | 16,334                                 | 110°/195                               | -2.78%                                 | [ 9 ]                                  |
| 2018                                   | 6,132,567                              | 16,801                                 | 109°/195                               | +4.76%                                 | [ 10 ]                                 |
| 2017                                   | 5,853,753                              | 16,307                                 | 111°/195                               | -2.21%                                 | [ 11 ]                                 |
| 2016                                   | 5,985,827                              | 16,354                                 | 110°/195                               | -1.01%                                 | [ 12 ]                                 |
| 2015                                   | 6,047,156                              | 16,567                                 | 104°/195                               | -2.53%                                 | [ 13 ]                                 |

| Afluencia Anual de Pasajeros (Línea 12) | Afluencia Anual de Pasajeros (Línea 12) | Afluencia Anual de Pasajeros (Línea 12) | Afluencia Anual de Pasajeros (Línea 12) | Afluencia Anual de Pasajeros (Línea 12) | Afluencia Anual de Pasajeros (Línea 12) |
| --------------------------------------- | --------------------------------------- | --------------------------------------- | --------------------------------------- | --------------------------------------- | --------------------------------------- |
| Año                                     | Afluencia                               | A Diario                                | Ranking                                 | Incremento                              | Ref.                                    |
| 2024                                    | -                                       | -                                       | -                                       | -                                       |                                         |
| 2023                                    | 1,976,215                               | 5,414                                   | 156°/187                                | X                                       | [ 5 ]                                   |
| 2022                                    | 0                                       | 0                                       | X                                       | -100.00%                                | [ 6 ]                                   |
| 2021                                    | 847,698                                 | 2,322                                   | 184°/195                                | -60.05%                                 | [ 14 ]                                  |
| 2020                                    | 2,121,777                               | 5,797                                   | 149°/195                                | -45.66%                                 | [ 15 ]                                  |
| 2019                                    | 3,904,630                               | 14,213                                  | 151°/195                                | +4.64%                                  | [ 16 ]                                  |
| 2018                                    | 3,731,662                               | 14,097                                  | 152°/195                                | -5.10%                                  | [ 17 ]                                  |
| 2017                                    | 3,932,297                               | 10,773                                  | 145°/195                                | +7.85%                                  | [ 18 ]                                  |
| 2016                                    | 3,646,076                               | 9,961                                   | 148°/195                                | +40.48%                                 | [ 19 ]                                  |
| 2015                                    | 2,595,462                               | 7,110                                   | 162°/195                                | +2.70%                                  | [ 20 ]                                  |

## Conectividad

### Salidas
- Calzada de Tlalpan entre Avenida Pirineos y Avenida Repúblicas, Colonia Miravalle.
- Calzada de Tlalpan entre Avenida Pirineos y Avenida Repúblicas, Colonia Portales.
- Eje 8 Sur Calzada Ermita-Iztapalapa y Calzada de Tlalpan, Colonia Miravalle.
- Eje 8 Sur Calzada Ermita-Iztapalapa y Avenida Miravalle, Colonia Miravalle.
- Eje 8 Sur Calzada Ermita-Iztapalapa y Francisco Rojas González, Colonia Ermita.

### Conexiones
Servicio de Transportes Eléctricos de la Ciudad de México
- Línea 3 del Trolebús de la Ciudad de México (Mixcoac / Mueso de Transportes Eléctricos):
  - Balboa.
- Línea 13 del Trolebús de la Ciudad de México (Mixcoac / Constitución de 1917):
  - Ermita.

Red de Transporte de Pasajeros de la Ciudad de México
- Módulo 2 Alcaldía Xochimilco I:
  - Ruta 2-A (San Pedro Mártir-Izazaga "Metro Pino Suárez").
  - Ruta 11-A (Caseta de Cobro-Izazaga "Metro Pino Suárez")
- Módulo 3 Alcaldía Xochimilco II:
  - Ruta 31-B: (Deportivo Xochimilco-Izazaga "Metro Pino Suárez").
  - Ruta 145-A: (Santiago Tepalcatlalpan-República De El Salvador).
- Módulo 4 Alcaldía Iztapalapa:
  - Ruta 52-C (Zapata - Santa Martha).

Corredores Concesionados
- Corredor 6: Eje 8-Iztapalapa (COVISUR) (Barranca del Muerto / Ermita).
- Corredor 17: Izazaga-Tlalpan (COTXSA) (Xochimilco Centro, Deportivo Xochimilco, Fuentes Brotantes, Coapa / Izazaga "Metro Pino Suárez").

## Sitios de interés
- Colonia Portales
- Centro Nacional de las Artes